# José Suárez (beisbolista)
José Rances Suárez (Naguanagua, Venezuela, 3 de enero de 1998), más conocido como José Suárez, es un jugador profesional venezolano de béisbol que se desempeña en la posición de lanzador en Los Angeles Angels, equipo de las Grandes Ligas de Béisbol (MLB).

## Carrera
En 2019, Suárez hizo su debut en la MLB con el equipo Los Angeles Angels, donde lleva jugando seis temporadas.